# Stiefenberg
Der Stiefenberg (auch Stufenberg genannt) ist neben dem Kraiberg der zweite große Hausberg der Stadt Baunach. Die beiden Berge werden durch das Tal des Flusses Baunach voneinander getrennt. Er gehört zu den Hassbergen und somit zum Fränkischen Keuper-Lias-Land. Auf ihm befindet sich auch die Ruine der einstigen Stufenburg. 
Der hauptsächlich aus Keuper bestehende Berg ist 396 m hoch und mit Ausnahme der landwirtschaftlich genutzten unteren Hänge bewaldet. Häufige Baumarten sind die  Fichte und die Buche.

## Gemarkung
Das Waldgebiet auf dem Stiefenberg liegt fast vollständig auf der Gemarkung Stiefenberg. Sie hat eine Fläche von 586,81 Hektar und liegt vollständig im Stadtgebiet von Baunach. Die Nachbargemarkungen von Stiefenberg sind Dorgendorf, Baunach, Appendorf, Lauter, Deusdorf  und Priegendorf.

## Bergbau auf dem Stiefenberg
Die örtliche Überlieferung lokalisiert auf dem Stiefenberg eine ehemalige Gold- oder Silbermine. Der Chronist A. Schenk überlieferte hierzu die Sage von zwei Müllerburschen, die einst auf dem Stiefenberg zwischen zwei Flammen einen Haufen Goldstücke blinken sahen. Trotz zahlreicher Spukgestalten am Wegesrand hoben die beiden Baunacher den Schatz, der ihnen aber kein Glück brachte.
Im Staatsarchiv Bamberg soll sich nach Karl Krimm (1974) ein Schriftstück aus dem 15. Jahrhundert befinden, in dem der Zugang zu einer uralten Goldmine beschrieben wird. Unter Fürstbischof Adam Friedrich von Seinsheim (1755–1779) wurden hierzu Nachforschungen angestellt. Man hob in der Waldabteilung Silbergrube einen mannstiefen Schacht aus und trieb einen Stollen voran. Bis zum einbrechenden Winter fanden sich allerdings keine Spuren von Edelmetallen. Die Arbeiten wurden eingestellt und im nächsten Jahr nicht mehr weitergeführt.
Etwa 150 Jahre später, in den ersten Jahren des Dritten Reiches, stieß ein Nachlassverwalter im Archiv des Schlosses Untermerzbach auf das erwähnte Schriftstück und beantragte wiederum die Genehmigung zur Anlage eines Stollens. Man entdeckte rasch den alten Vortrieb des 18. Jahrhunderts und darin angeblich sogar noch alte Arbeitsgeräte. Gold und Silber wurden jedoch wieder nicht entdeckt.
Bis heute hat der dreihöckrige Stiefenberg sein Geheimnis nicht preisgegeben. Die Überlieferungen könnten jedoch durchaus auf einen wahren Kern zurückgehen. Allerdings dürfte der Ertrag eines Bergwerkes auf dem Waldberg eher gering ausgefallen sein.

## Tourismus
Aufgrund zahlreicher Wanderwege ist der gesamte Berg für den lokalen Tourismus sehr attraktiv. Ferner sind zahlreiche Informationstafeln für nicht ortskundige Wanderer durch die Naturparkverwaltung aufgestellt worden.